# Ladislav Janda
Ladislav Janda (14. ledna 1898 Praha – 1984 Praha) byl český nakladatel, knihkupec, legionář, důstojník československé armády a manažer.

## Nakladatelství, knihkupectví a knižní distribuce
Ladislav Janda vybudoval ve dvacátých letech dvacátého století knižní distribuci a knihkupectví Kramerius, v roce 1933 je sloučil s nakladatelstvím Sfinx svého bratra Bohumila Jandy a převzal funkci ředitele pro ekonomické, organizační a distribuční záležitosti.
V roce 1935 byl zakládajícím členem Evropského literárního klubu – ELK (nakladatelství a kulturní spolek), první knižní klub u nás, který založil v Praze společně se svým bratrem Bohumilem Jandou, literárním kritikem a historikem Václavem Tillem a spisovatelem Emilem Vachkem. Po celou dobu fungování klubu byl místopředsedou ELK a ředitelem odpovědným za provoz.
Klub byl zlikvidován komunisty v roce 1949.